# بوركن
بُركِن أو (نقحرة: بوركن) (بالألمانية: Borken, North Rhine-Westphalia) هي بلدة ألمانية تقع في ألمانيا في Borken. يقدر عدد سكانها بـ 41,088 نسمة .

## المدن التوأمة
مدن Albertslund، وايتستابل، Bolków، Mölndal، غرابو، Albertslund Municipality، Gmina Bolków و Mölndal Municipality هي مدن توأمة لـبركن نوردراين وستفالن.